# Amritsar
Amritsar (pandžabsko: ਅੰਮ੍ਰਿਤਸਰ, ammritasara, hindujsko: अमृतसर. amr̥tasara), kar pomeni Tolmun nektarja nesmrtnosti, zgodovinsko znan tudi kot Rāmdāspur in pogovorno kot Ambarsar, je drugo največje mesto v indijski zvezni državi Pandžab takoj za Ludhiano. Je pomembno kulturno, prometno in gospodarsko središče, ki je v regiji Majha v Pandžabu. Mesto je upravni sedež okrožja Amritsar. Leži 217 km severozahodno od Čandigarha in 455 km severozahodno od New Delhija. Od indijsko-pakistanske meje je oddaljen 28 km in 47 km severovzhodno od Lahoreja v Pakistanu.
Po popisu leta 2011 je imelo mesto 1.989.961 prebivalcev. Je ena izmed desetih občinskih družb v državi. Po podatkih Združenih narodov je od leta 2018 Amritsar drugo najbolj naseljeno mesto v Pandžabu in najbolj naseljena metropolitansko območje v državi s približno 2 milijonoma prebivalcev. Je tudi središče metropolitanske regije Amritsar.
Amritsar je gospodarska prestolnica Pandžaba. Je veliko turistično središče s skoraj sto tisoč obiskovalci dnevno. Mesto je bilo izbrano kot eno od mest dediščine za program indijske vlade Heritage City Development and Augmentation Yojana (HRIDAY). Je dom Zlatega templja, ene duhovno najpomembnejših in najbolj obiskanih gurdvar v sikhistični veri. Mesto je znano tudi po hrani, lesenih šahovnicah in industriji izdelave šahovskih figur.

## Mitologija
Bhagvan Valmiki Tirath Sthal, ki je v Amritsarju, naj bi bil mesto ašrama Maharišija Valmikija, pisca Ramajane. Po Ramajani je Sita v ašramu Ramtirath rodila Lava in Kuša, sinova gospodarja Rame. Številni ljudje obiščejo tempelj Ramtirath na letnem sejmu. Bližnji mesti Lahore in Kasur naj bi ustanovil Lava oziroma Kuša. Menijo, da sta med ritualom Ašvamedha Jadžna gospoda Rame, Lava in Kuš ujela obrednega konja in privezala gospoda Hanumana na drevo blizu današnjega templja Durgiana.

## Zgodovina

### Ustanovitev mesta Amritsar
V sikhovski tradiciji je guru Ram Das, četrti sikhovski guru, zaslužen za ustanovitev svetega mesta Amritsar. Obstajata dve različici zgodb o deželi, kjer se je naselil Guru Ram Das dži. V enem, ki temelji na zapisu Gazetteer, je bilo zemljišče kupljeno z donacijami Sikhov za 700 rupij od lastnikov vasi Tung.
Po zgodovinskih zapisih Sikhov je mesto izbral Guru Amar Das in ga poimenoval Guru Da Čak. Slednji guru je prosil Rama Dasa, naj najde zemljišče za ustanovitev novega mesta in ustvari umetni bazen kot njegovo osrednjo točko. Po kronanju Guru Ram Das dži leta 1574, ki se je soočil s sovražnim nasprotovanjem sinov Guruja Amarja Dasa, je ustanovil mesto; po njem je dobil ime Ramdaspur. Najprej je dokončal bazen, ob njem pa zgradil svoj novi uradni Guru center in dom. Povabil je trgovce in obrtnike iz drugih delov Indije, da se naselijo v novem mestu. Mesto se je razširilo v času Guruja Arjana Dev Džija, financirano z donacijami in zgrajeno s strani prostovoljcev. Mesto je zraslo v mesto Amritsar. Potem ko je sin guruja Amarja Dasa zgradil gurdvara Harmandir Sahib, se je območje bazena razvilo naprej kot tempeljski kompleks. Leta 1604 je sin Amardža Dasa namestil sveti spis sikhizma v novi tempelj.
Obdobje in dosežki gradnje med letoma 1574 in 1604 so opisani v Mahima Prakash Vartaku, polzgodovinskem sikhovskem hagiografskem besedilu, verjetno sestavljenem leta 1741. To je najzgodnejši znani dokument, ki obravnava življenja vseh desetih gurujev.
V letih 1762 in 1766–1767 je Ahmad Šah iz imperija Durani napadel konfederacijo Sikhov. Oblegal je Amritsar, pobil prebivalstvo in uničil mesto.

### Staro obzidano mesto
Med vladavino Sikhovskega imperija je leta 1822 maharadža Randžit Singh utrdil mesto, začenši z obzidjem na območju Katra Maha Singh.
Med Katrami (utrjenimi stanovanjskimi družbami), ki jih je v mestu zgradil maharadža Randžit Singh, so bile naslednje:
- Katra Moti Ram
- Katra Kanwar Kharak Singh (znana tudi kot "Katra Nikkai")
- Katra Fateh Singh Kallianwala
- Katra Ahluwalia[14][15]

Kasneje je Šer Singh nadaljeval z gradnjo mestnega obzidja in dodal dvanajst vrat. Zgradil je tudi utrdbo z imenom Dhoor Kot; njegova utrdba je bila široka in visoka 7 jardov. Obseg obzidanega mesta je bil približno pet milj. Dvanajst vrat, zgrajenih v tem obdobju, je bilo znanih kot (vključno s kasnejšimi preimenovanji):
1. Lahori Darvaza (vrata Lahore)
2. Khazana Darvaza (vrata Khazana)
3. Deori Hakiman (vrata Hakeema/Darvaza Hakeema Vala)
4. Gilwali Darvaza – ne obstajajo več
5. Darvaza Rangar Nanglian (vrata Bhagatavala) – ne obstajajo več
6. Darvaza Ramgarhian (vrata Čatiwind) – pozneje obnovljena
7. Darvaza Ahluvalia (Darvaza Gheo Mandi) – niso več obstajala, vendar so bila od takrat obnovljena
8. Doburji Darvaza (Sultanvind Gate ali Delhi Darvaza)
9. Deorhi Kalan
10. Darvaza Rambagh
11. Deorhi Šazada (Hathi Darvaza/Darvaza Sehzada)
12. Darvaza Lohgarh – ne obstajajo več

Ko so Britanci leta 1849 priključili Pandžab, je bil Amritsar obdano mesto. Britanci so leta 1866 zgradili trinajsta vrata, znana kot Hall Gate.
Britanski vladarji so kasneje porušili del obzidja in nekaj vrat ali jih obnovili. Celotno novo obzidje mesta je bilo dokončano leta 1885. Številna ohranjena vrata so bila od takrat preimenovana in nimajo več svojih imen iz sredine 19. stoletja, medtem ko so bila druga porušena.

### Pokol v Džalianvala Baghu
Pokol v Džalianvala Baghu, ki je vključeval uboje na stotine indijskih civilistov po ukazu britanskega polkovnika Reginalda Edwarda Harryja Dyerja, se je zgodil 13. aprila 1919 v središču Amritsarja, najsvetejšega mesta Sikhov, na dan, ki je zanje sveti obletnica rojstva Khalse (dan Vaisakhi).
V Pandžabu je med prvo svetovno vojno (1914–18) prišlo do precejšnjih družbenih nemirov, zlasti med Sikhi. Najprej so nasprotovali rušenju mejnega zidu Gurdvara Rakab Gandž v New Delhiju. Kasneje so jih vznemirjale dejavnosti in preizkušnje Ghadaritov, ki so bili skoraj vsi Sikhi. V Indiji kot celoti se je politična dejavnost pojavila med napetostmi vojne. Pojavila sta se dva voditelja: Mahatma Gandhi (1869–1948), ki se je po obdobju boja kot mladenič proti Britancem v Južni Afriki januarja 1915 vrnil v Indijo, da bi tam delal za spremembe; in Annie Besant (1847–1933), vodja Teozofskega društva Indije. 11. aprila 1916 je ustanovila Ligo domačih oblasti s ciljem avtonomije Indije. Decembra 1916 je Indijski nacionalni kongres na svojem letnem zasedanju v Lucknowu sprejel resolucijo, v kateri je od kralja zahteval, naj izda razglas, v katerem je razglasil, da je »cilj in namen britanske politike, da se Indiji čim prej podeli samouprava «.
10. aprila 1919 sta bila Satya Pal in Saifuddin Kitchlew, dva priljubljena zagovornika gibanja Satjagraha, ki ga je vodil Gandhi, poklicana v rezidenco namestnika komisarja. Tam so ju aretirali in z avtomobilom prepeljali v Dharamsetla, hribovsko mesto, ki je zdaj v Himačal Pradešu. Kot odgovor je v Amritsarju izbruhnila splošna stavka. Navdušene skupine državljanov so se kmalu zlile v okoli 50.000-glavo množico, ki je protestirala proti namestniku komisarja proti tem aretacijam. Množico pa so ustavile britanske kolonialne sile in nanje streljale v bližini železniškega mostu. Uradna različica poroča, da je število žrtev 12 mrtvih in med 20 in 30 ranjenih. Na podlagi dokazov, predloženih v preiskavi Indijskega nacionalnega kongresa, so poročali o 20 do 30 smrtnih žrtvah.
Tri dni kasneje, 13. aprila, se je na tradicionalnem festivalu Baisakhi na tisoče neoboroženih hindujcev, sikhov in muslimanov zbralo v Džalianvala Bagh. Uro po tem, ko se je srečanje začelo, kot je bilo predvideno ob 16:30, je Dyer prispel s skupino petinšestdesetih vojakov Gurk (iz 9. Gorkha Rifles) in petindvajset vojakov Balučev (iz 59. Scinde Rifles). Ne da bi opozoril množico, naj se razide, je Dyer blokiral glavne izhode iz Bagha in svojim vojakom ukazal, naj začnejo streljati proti najgostejšim delom množice; streljanje se je nadaljevalo približno deset minut. Preiskava britanske vlade o pokolu je število žrtev navedla na 379. Indijski nacionalni kongres je na drugi strani ocenil, da je bilo ubitih približno 1000 ljudi.

### OperacijaBlue Star
Amritsar je bil središče nemirov v poznem 20. stoletju. V 1980-ih so sikhovski militanti zasedli tamkajšnji zlati tempelj. Premierka indijske vlade Indira Gandhi je ukazala operacijo Modra zvezda (1. – 6. junij 1984), indijsko vojaško operacijo za odstranitev militantov iz templja. Operacijo so izvedle enote indijske vojske, opremljene s tanki in oklepnimi vozili. Čeprav je bila vojaško uspešna, je operacija vzbudila ogromno polemik. O vladni utemeljitvi časa in sloga napada potekajo vroče razprave. Revija India Today je operacijo Blue Star uvrstila med 10 največjih političnih sramot v Indiji.
Uradna poročila navajajo število smrtnih žrtev med indijsko vojsko na 83, pri čemer je bilo ubitih 493 civilistov in sikhovskih militantov. Medtem ko neodvisne ocene navajajo številke nad 5000 ljudi, večinoma romarjev, vključno z ženskami in otroki. Poleg tega CBI velja za odgovornega za zaseg zgodovinskih artefaktov in rokopisov v sikhovski referenčni knjižnici, preden jo je zažgal. Štiri mesece po operaciji, 31. oktobra 1984, sta Indiro Gandhi umorila dva njena sikhovska telesna stražarja, kar velja za dejanje maščevanja. Po njenem atentatu je bilo v protisikhovskih nemirih leta 1984 ubitih več kot 17.000 Sikhov.

## Geografija
Amritsar leži na 31°38′N 74°52′E / 31.63°N 74.87°E s povprečno nadmorsko višino 234 metrov v regiji Madžha zvezne države Pandžab v severni Indiji in leži približno 24 km vzhodno od meje s Pakistanom. Upravna mesta vključujejo Adžnala, Atari, Beas, Budha Theh, Čheharta Sahib, Džandiala Guru, Madžitha, Radžasansi, Ramdas, Raja, Verka Town in Baba Bakala.
Običajno za severozahodno Indijo ima Amritsar vroče polsušno podnebje (Köppen BSh), ki meji na vlažno subtropsko podnebje (Cwa), ki je pod vplivom monsuna. Temperature v Amritsarju se običajno gibljejo od –1 do 45 °C. Doživlja štiri glavne letne čase: zimo (od decembra do marca), ko lahko temperature padejo do –1 °C; poletje (od aprila do junija), ko lahko temperature dosežejo 45 °C; monsun (od julija do septembra); in po monsunu (od oktobra do novembra). Letna količina padavin je približno 726,0 milimetrov. Najnižja zabeležena temperatura je bila −3,6 °C in je bila zabeležena 9. decembra 1996, najvišja temperatura, 48,0 °C, pa je bila zabeležena 23. maja 2013. Uradna vremenska postaja za mesto je civilno letališče Radžasansi. Vremenski zapisi tukaj segajo do 15. novembra 1947.

## Demografija
Po popisu leta 2011 je imela občina Amritsar 1.132.761 prebivalcev, mestna aglomeracija pa 1.183.705 prebivalcev. Občina je imela razmerje med spoloma 879 žensk na 1000 moških in 9,7 % prebivalcev je bilo mlajših od šest let. Efektivna pismenost je bila 85,27 %; pismenost moških je bila 88,09 %, pismenost žensk pa 82,09 %. Načrtovana kastna populacija je 28,8 %.
Po popisu prebivalstva v Indiji leta 2011 je hinduizem glavna vera mesta Amritsar z 49,5 % prebivalstva, sledijo sikhizem (47,9 %), krščanstvo (1,2 %) in islam (0,5 %). Približno 0,9 % prebivalcev mesta je izjavilo, da "brez določene vere" ali druge vere.
Amritsar je najsvetejše mesto v sikhizmu in vsako leto ga obišče približno 30 milijonov ljudi za romanje.

## Zanimivosti
- Zlati tempelj in Heritage Street
- Durgiana Mandir in tempelj Bada Hanuman
- Mata Lal Devi Mandir, Model Town
- Šri Ram Tirath v kompleksu Bhagwan Valmiki Tirath Sthal
- Spomenik in muzej vojnih junakov države Pandžab
- Sadda Pind
- Ulica Urban Haat Food
- Trdnjava Gobindgarh
- Ram Bagh, Amritsar in 
  - muzej Maharadža Randžit Singha
- Wagah (mejna slovesnost)
- Gurdvara Šaheed Gandž Sahib
- Muzej razdelitve
- Džalianvala Bagh
- Pul Kandžri
- VR Ambarsar, Circular Road
- Mall of Amritsar, blizu Hyatt
- Spomenik Jang-e-Azadi blizu Kartarpurja

## Gospodarstvo
Amritsar je drugo največje mesto in okrožje Pandžaba. Je tudi eno najhitreje rastočih mest v Pandžabu. Sredi 1980-ih je bilo mesto znano po svoji tekstilni industriji. Amritsarjeva trgovina in industrija sta se soočili z udarcem v obdobju militantnosti v1980-ih, vendar je v mestu še vedno delujočih veliko tekstilnih tovarn, pletilnih enot in tovarn za vezenje. Znana je po šalih iz pašmine, volnenih oblačilih, odejah itd. Med rokodelskimi izdelki je bila obrt Thathera iz Džandiala Guruja v okrožju Amritsar leta 2014 uvrščena na Unescov seznam nesnovne kulturne dediščine in prizadevanja za oživitev te obrti pod okriljem projekta Virasat je med največjimi indijskimi programi oživitve obrti, ki jih sponzorira vlada. Turizem in gostinstvo sta v zadnjem času zaradi velikega števila turistov postala hrbtenica lokalnega gospodarstva. Na stotine majhnih in nekaj velikih hotelov je nastalo, da bi poskrbeli za povečan pritok turistov. Restavracije, taksisti, lokalni trgovci so imeli koristi od turističnega razcveta.

## Pobratena mesta
Amritsar je pobraten z:
- Bakersfield, Kalifornija, ZDA[27]
- Sandwell, West Midlands, Anglija, Združeno kraljestvo[28]
- Thetford, Norfolk, Združeno kraljestvo[29]